# Margaret Bryan
Margaret Bryan (1760? - 1816) va ser una filòsofa, educadora i escriptora de textos científics britànica.
Mestra i directora d'escola, la seva escola, però, es diferenciava respecte a les seves contemporanies, perquè era una anacadèmia on les noies podien aprendre matemàtiques i ciències. A més d'educadora fou filòsofa científica, i va arribar a publicar tres llibres de text científics, que la van convertir en una de les més famoses educadores de la ciència i l'astronomia a finals del segle xviii i principis del segle xix.
El 1797 es publicà a Londres, per Leigh i Sotheby i G. Kearsley, el seu primer llibre, A Compendious System of Astronomy. Compost per deu conferències sobre astronomia, òptica, lleis de Newton, gravetat, òrbites planetàries, moviments de la Lluna, eclipsis, trànsits, estrelles fixes i l'univers, fou escrit en un estil conversacional i amb un llenguatge senzill i clar adaptat a les seves estudiants. Aquest llibre va ser publicat a través d'una subscripció, sistema que avui dia anomenaríem "crowdfunding", recollint els diners necessaris per cobrir els costos de publicació mitjançant contractacions privades. Així, el llibre, després del prefaci, inclou una llista dels subscriptors per ordre alfabètic. Entre aquestes persones es troben científics distingits i membres de l'alta societat, fet que suggereix que podria gaudir de bones connexions, com a membre d'aquest mateix cercle. Per exemple, Charles Hutton, professor de matemàtiques a la Reial Acadèmia Militar de Woolwich, la va presentar a l'astrònom William Herschel. Ambdues edicions van rebre una ajuda de The PRISM Fund i de la Royal Astronomical Society.
El 1806 es va publicar un segon llibre, també a través de subscripció, Lectures on Natural Philosophy, que incloïa tretze conferències sobre hidroestàtica, òptica, pneumàtica i acústica. Finalment, un tercer i últim llibre es titula A Comprehensive Astronomical and Geographical Class Book for the use of Schools and Private Families.